# Stéphane Bredin
Pour les articles homonymes, voir Bredin.
Stéphane Bredin, né le 4 octobre 1976 à Paris, est un haut fonctionnaire français. Conseiller référendaire à la Cour des comptes et directeur de l'Administration pénitentiaire, il est préfet du Calvados depuis le 21 août 2023.

## Biographie

### Formation
Né le 4 octobre 1976 à Paris, Stéphane Bredin commence ses études en 1998 avec une licence en chimie organique à l'université Paris-Sud. Il étudie parallèlement à l'École centrale de Paris où il obtient un diplôme d'ingénieur économiste en 2000 avant d'obtenir un master spécialité « service public » de Sciences Po en 2002. Il se dirige alors vers une carrière de haut fonctionnaire et entre à l'École nationale d'administration (ENA), où il est élève de 2003 à 2005 (promotion « Romain Gary »).

### Carrière
À sa sortie de l'ENA, Stéphane Bredin intègre la Cour des comptes où il est successivement nommé auditeur de seconde classe en 2005, auditeur de première classe en 2006 puis conseiller référendaire en 2008,. Il est rapporteur à la quatrième chambre (secteur du Premier ministre et section des appels des chambres régionales et territoriales des comptes) ainsi que près les chambres réunies et la Cour de discipline budgétaire et financière. Il est également membre élu du Conseil supérieur de la Cour des comptes et secrétaire général de l'Association des magistrats.
En 2009, il est détaché en qualité de sous-préfet, secrétaire général adjoint de la préfecture des Hauts-de-Seine auprès du préfet Patrick Strzoda puis Pierre-André Peyvel. Il est alors chargé de la politique de la ville dans les quartiers prioritaires, du logement social, de l’hébergement d'urgence et des expulsions locatives, ainsi que de la modernisation et de la « boucle nord » de l'arrondissement de Nanterre. De novembre 2011 à août 2014, il est directeur de cabinet du secrétaire général du ministère de l'Intérieur, Michel Bart puis Didier Lallement à partir de juillet 2012.

#### Administration pénitentiaire
En 2014, il rejoint l'administration centrale du ministère de la Justice comme sous-directeur de l'organisation et du fonctionnement des services déconcentrés, à la direction de l'Administration pénitentiaire puis, en 2015, comme sous-directeur du pilotage et de la sécurité des services. Auprès d'Isabelle Gorce puis de Philippe Galli, il est notamment chargé du programme immobilier pénitentiaire, du pilotage des services déconcentrés, de la gestion déléguée des établissements et des partenariats public-privé, des systèmes d'informations et du budget.
Le 2 août 2017, alors chef de service, adjoint au directeur de l'Administration pénitentiaire, dont il assure l'intérim après la démission de Philippe Galli, démissionnaire à la suite d'un « désaccord » avec Jean-Jacques Urvoas, il est nommé directeur de l'Administration pénitentiaire. En cette qualité, il entre au conseil d'administration de l'Institut national des hautes études de la sécurité et de la justice.

#### Préfet
À la suite de Thierry Bonnier, il est nommé préfet de l'Indre à compter du 8 mars 2021. Le même jour, Laurent Ridel lui succède comme directeur de l'Administration pénitentiaire. Lors de sa première conférence de presse, il déclare : « ce n'est pas pour rien que je n'ai servi à dessein que le ministère de l'Intérieur et le ministère de la Justice depuis quinze ans que je suis haut fonctionnaire : je considère que c'est le cœur battant de l'État régalien ». Pour son premier poste de préfet, il dit faire preuve de modestie face à « de gros enjeux ruraux qui [lui] sont culturellement moins connus ». Il est également chargé d'assurer la sortie de crise sanitaire en organisant la campagne de vaccination dans le département.
Lors du Conseil des ministres du 15 décembre 2021, il est nommé conseiller maître à la Cour des comptes (hors tour) sur proposition du Premier ministre.
Le 21 août 2023, il devient préfet du Calvados.

## Récompenses et distinctions

### Décorations
- Médaille d'honneur de l'administration pénitentiaire, or (à titre exceptionnel, 2010)[19]